# Denominació d'Origen Valdeorras
La Denominació d'Origen Valdeorras és una de les cinc denominacions d'origen vinícoles de Galícia, creada l'any 1945.
Inclou la zona nord-est de la província d'Ourense, al voltant del riu Sil, concretament els municipis de Larouco, Petín, O Bolo, A Rúa, Vilamartín de Valdeorras, O Barco de Valdeorras, Rubiá i Carballeda de Valdeorras.
Les seves vinyes ocupen una superfície de més de 1.200 hectàrees, que pertanyen a 43 cellers, amb uns 2.000 treballadors, que han arribat a produir 5 milions de litres.
A finals del segle xix es van importar vinyes de mencía de Burdeus, que produïen un vi del país, àcid i de sabor aspre. A finals de la dècada de 1980 amb la revolució de les vinyes gallegues, aquests van passar a adquirir qualitat, alhora que es recuperava el raïm blanc godello.